# Pronskij rajon
Il Pronskij rajon (in russo Пронский район?) è un rajon dell'Oblast' di Rjazan', nella Russia europea; il capoluogo è Pronsk. Istituito nel 1929, ricopre una superficie di 1.070 chilometri quadrati ed ospita una popolazione di circa 33.000 abitanti.